# Schoden

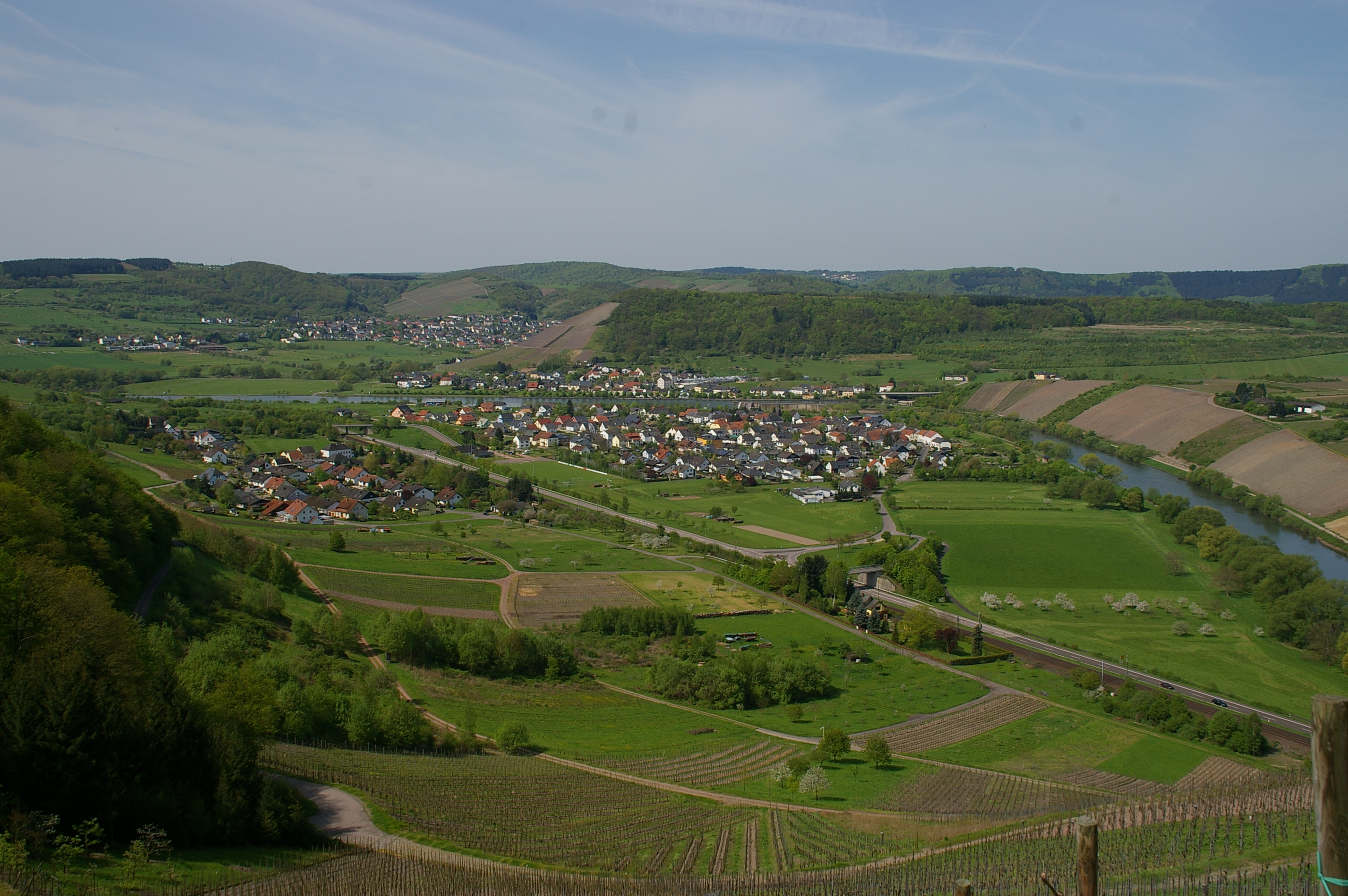
Blick auf die Ortslage Schoden, im Hintergrund die Ortsgemeinde Ayl

Schoden ist eine Ortsgemeinde im Landkreis Trier-Saarburg in Rheinland-Pfalz. Sie gehört der Verbandsgemeinde Saarburg-Kell an.

## Geographische Lage
Der Ort liegt unmittelbar an der unteren Saar. Auf den ansteigenden Hängen wird Weinbau betrieben. Zu Schoden gehört auch der Wohnplatz Weingut Geisberg.
Die höchste Erhebung ist der Geisberg mit einer Höhe von 482,1 m ü. NHN.

## Geschichte
Zur Zeit Ludwigs des Frommen wurde im Jahre 816 der Ort als Scoda erwähnt und im Jahre 953 wurde Scodam als Besitz der Trierer Abtei St. Irminen (Oeren) genannt, die den Anbau von Reben pflegten. An die Präsenz der Irminen in Schoden erinnert noch heute die landläufige Bezeichnung Irminerwald für das Waldgebiet oberhalb der Ortsgemeinde. Der „Schodener Saarfeilser Marienberg“, der „Schodener Geisberg“ und der „Schodener Herrenberg“ gehören zu den bedeutendsten Spitzenlagen an der Saar.
Am 18. Juli 1946 wurde Schoden gemeinsam mit weiteren 80 Gemeinden der Landkreise Trier und Saarburg dem im Februar 1946 von der übrigen französischen Besatzungszone abgetrennten Saargebiet angegliedert, das zu der Zeit nicht mehr dem Alliierten Kontrollrat unterstand. Am 6. Juni 1947 wurde diese territoriale Ausgliederung bis auf 21 Gemeinden wieder zurückgenommen, damit kam Schoden an das 1946 neugebildete Land Rheinland-Pfalz.
Im Zuge des Saarausbaus zur Großschifffahrtsstraße erhielt Schoden in den 1970er Jahren ein Stauwehr. Dieses bildet eine zu Fuß und mit dem Fahrrad zu nutzende Verbindung über die Saar zum gegenüberliegenden Ort Ayl – Biebelhausen. Das Stauwehr trennt den Saaraltarm vom Saarkanal. Während die Schifffahrt auf dem Saarkanal abkürzend nach Norden fährt, fließt die naturbelassene Saar in ihrem ursprünglichen Bett an Schoden und Wiltingen vorbei, um sich hinter Kanzem wieder mit dem Saarkanal zu verbinden.
Im Jahr 2016 feiert die Ortsgemeinde Schoden ihr 1200-jähriges Bestehen.
Bevölkerungsentwicklung
Die Entwicklung der Einwohnerzahl von Schoden, die Werte von 1871 bis 1987 beruhen auf Volkszählungen:
| Jahr | Einwohner |
| ---- | --------- |
| 1815 | 181       |
| 1835 | 245       |
| 1871 | 272       |
| 1905 | 353       |
| 1939 | 617       |
| 1950 | 393       |
| 1961 | 429       |

| Jahr | Einwohner |
| ---- | --------- |
| 1970 | 462       |
| 1987 | 545       |
| 1997 | 599       |
| 2005 | 738       |
| 2011 | 729       |
| 2017 | 691       |
| 2022 | 726       |

## Politik

### Gemeinderat
Der Ortsgemeinderat in Schoden besteht aus zwölf Ratsmitgliedern, die bei der Kommunalwahl am 9. Juni 2024 in einer Mehrheitswahl gewählt wurden, und – wenn neu gewählt – dem ehrenamtlichen Ortsbürgermeister als Vorsitzendem.

### Bürgermeister
Bei den Kommunalwahlen 2024 konnte mangels Bewerber keine Wahl eines Ortsbürgermeisters erfolgen. Da der bisherige Ortsbürgermeister und auch die Beigeordneten ihre Ämter mit der konstituierenden Sitzung des Gemeinderates am 10. September 2024 niederlegten, wurde durch die Kommunalaufsicht zur Weiterführung der Geschäfte der Bürgermeister der Verbandsgemeinde Saarburg-Kell als Beauftragter eingesetzt.
Gemeindevorsteher / Bürgermeister / Ortsbürgermeister ab 1893
- 1893–1906 Matthias Klein – Konz
- 1906–1908 Nikolaus Loch – Zimmer
- 1908–1918 Matthias Zimmer – Benz
- 1918–1920 Peter Bach – Schreiner
- 1920–1924 Matthias Scheer
- 1924–1929 Johann Klein – Müller
- 1930–1933 Nikolaus Loch – Feilen
- 1933–1945 Johann Bidinger – Zimmer
- 1945–1946 Johann Philippi – Michels
- 1946–1947 Nikolaus Loch – Dohr
- 1947–1952 Matthias Kopp – Schwindt
- 1952–1974 Josef Martini
- 1974–1994 Alfons Zeimet
- 1994–2006 Leo Lauer
- 2006–2009 Martin Wagner
- 2009–2019 Andreas Pauly
- 2019–2024 Rüdiger Hausen

## Wirtschaft und Infrastruktur
Auf der höchsten Erhebung des Schodener Geisbergs befindet sich der Sender Saarburg, ein 245 Meter hoher Sendemast des Südwestrundfunks.
Am Schodener Haltepunkt Schoden-Ockfen halten stündlich Regionalzüge der Linie RB 71 auf der Saarstrecke Trier–Saarbrücken der DB Regio.

### Weinbau
Schoden gehört zum Weinbaubereich Saar im Anbaugebiet Mosel. Die bestockte Rebfläche beträgt 15 ha, ist jedoch in den letzten Jahren rückläufig. Fast 98 % des angebauten Weins sind Weißweinrebsorten (Stand 2010).
Weinlagen
- Saarfeilser Marienberg
- Herrenberg
- Geisberg

### Tourismus
Freizeitmöglichkeiten:
- Wanderwegenetz, Radfahren mit direkter Anbindung an den Saar-Radweg, Kegeln, Wassersport, Gleitschirmfliegen und Angeln.

## Sehenswertes
- Bismarckturm Schoden, der einzige Bismarckturm im Landkreis Trier-Saarburg
- Katholische Filialkirche St. Paulus und St. Maria Magdalena
- Marienkapelle
- Freizeitanlage am Saarufer mit Kiosk, Minigolfplatz, Beachvolleyballfeld und Bootsanlegestelle
- Skulptur „Welle“ des Skulpturenarrangements „Die vier Elemente“
- Geologisch-naturkundlicher Lehrpfad im Bereich der Gemeinden Ockfen und Schoden

Bilder
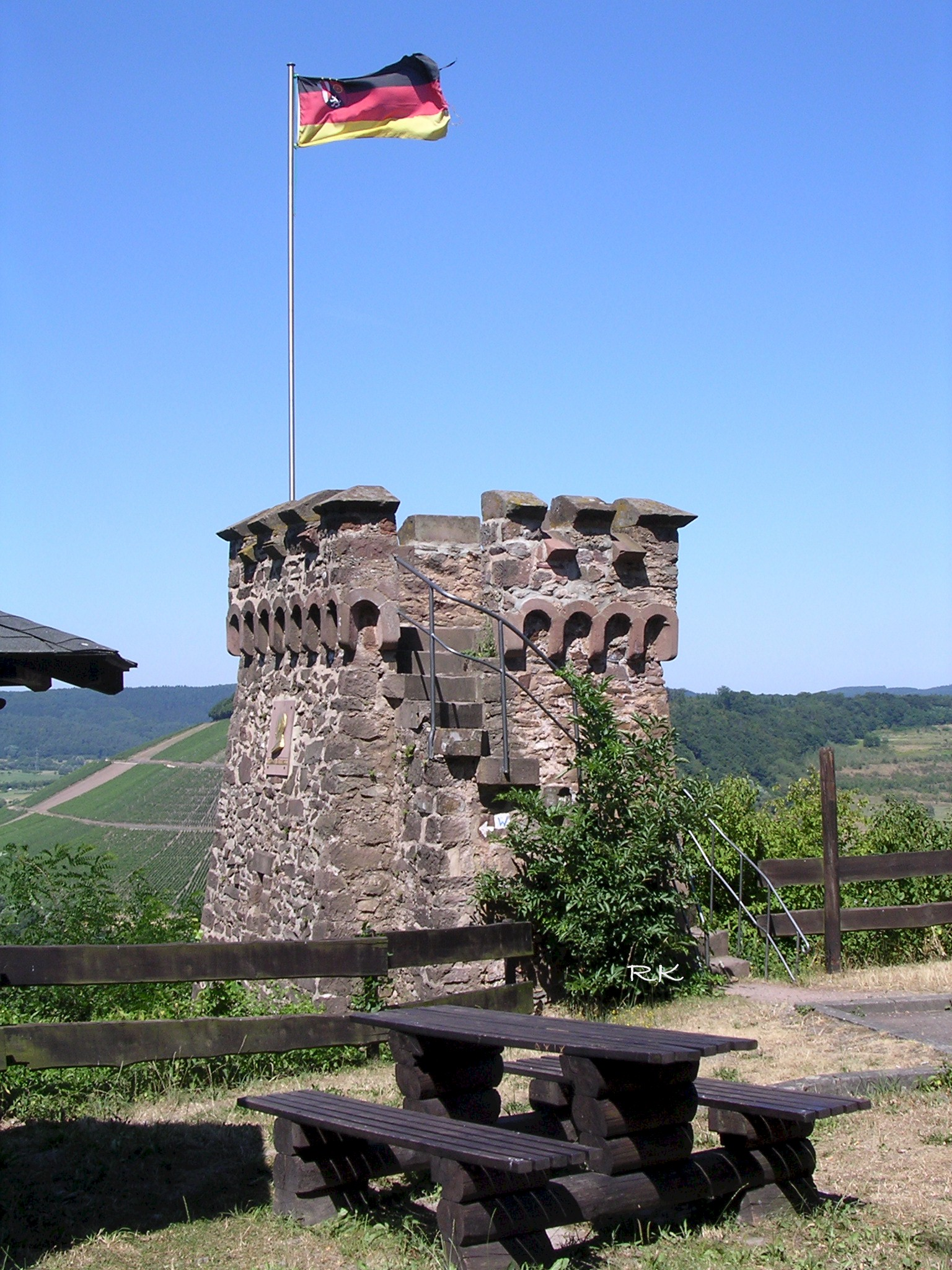
Bismarckturm in Schoden
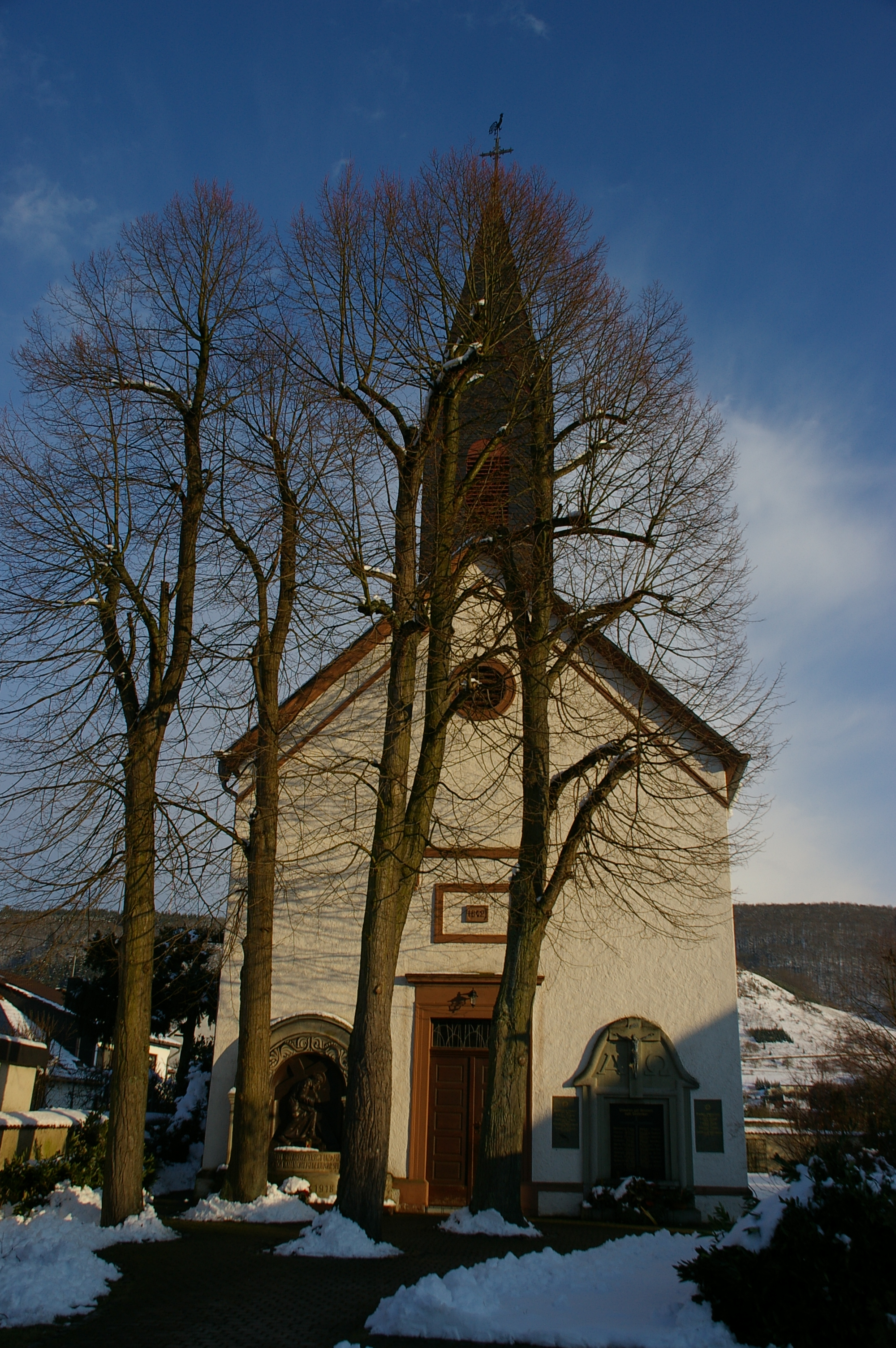
Katholische Filialkirche St. Paulus und St. Maria Magdalena
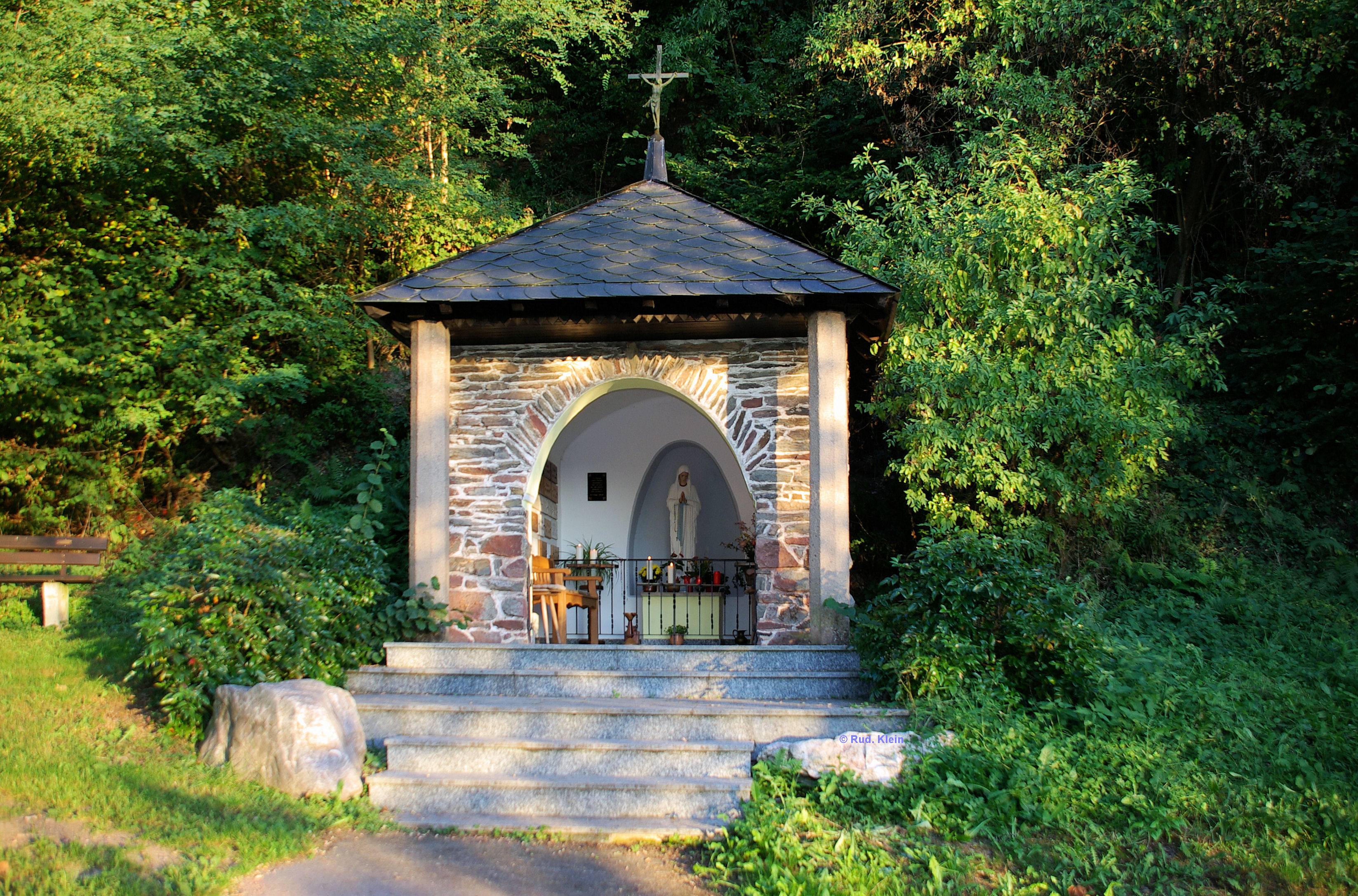
Marienkapelle Schoden
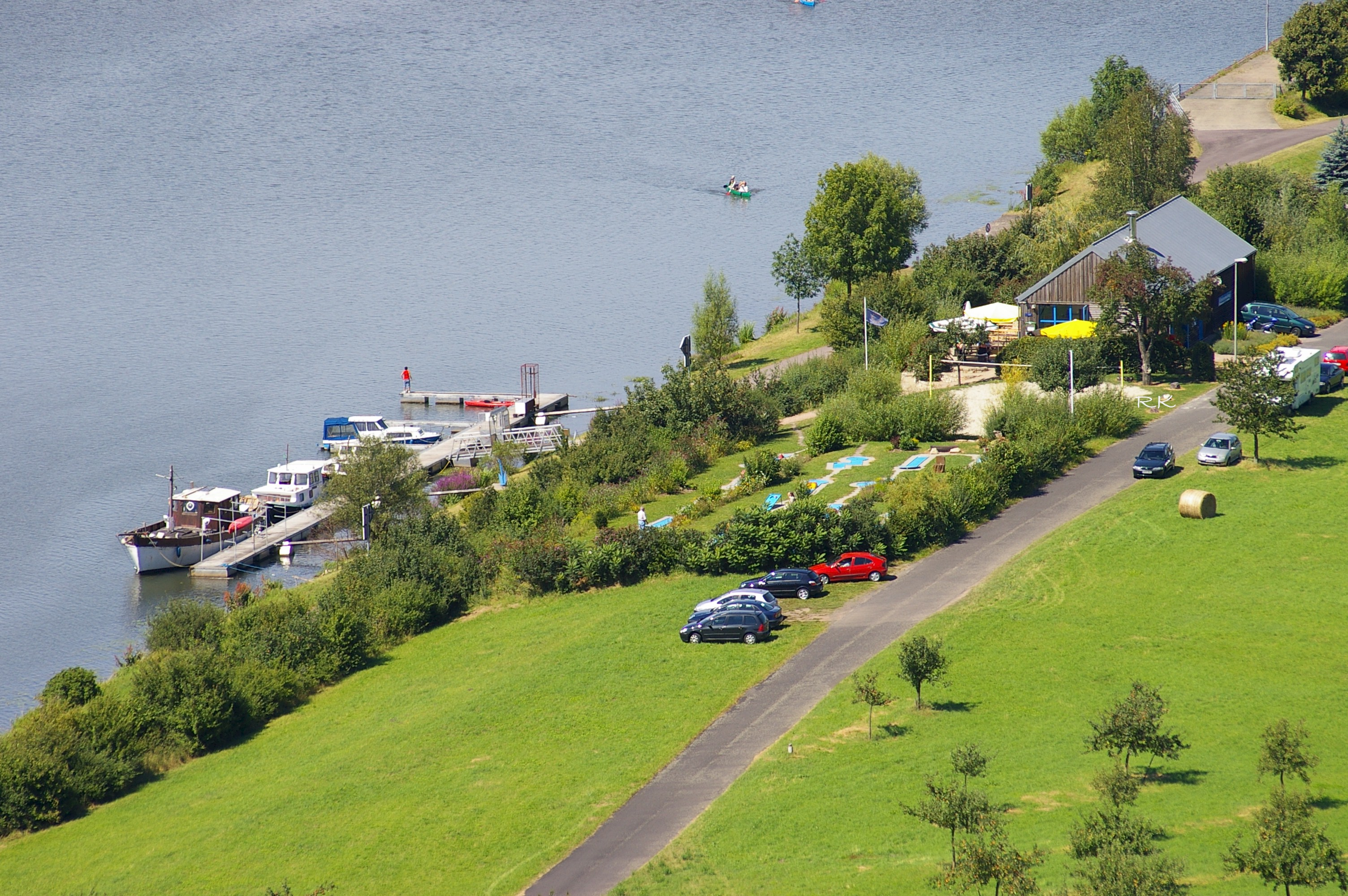
Freizeitanlage Schoden
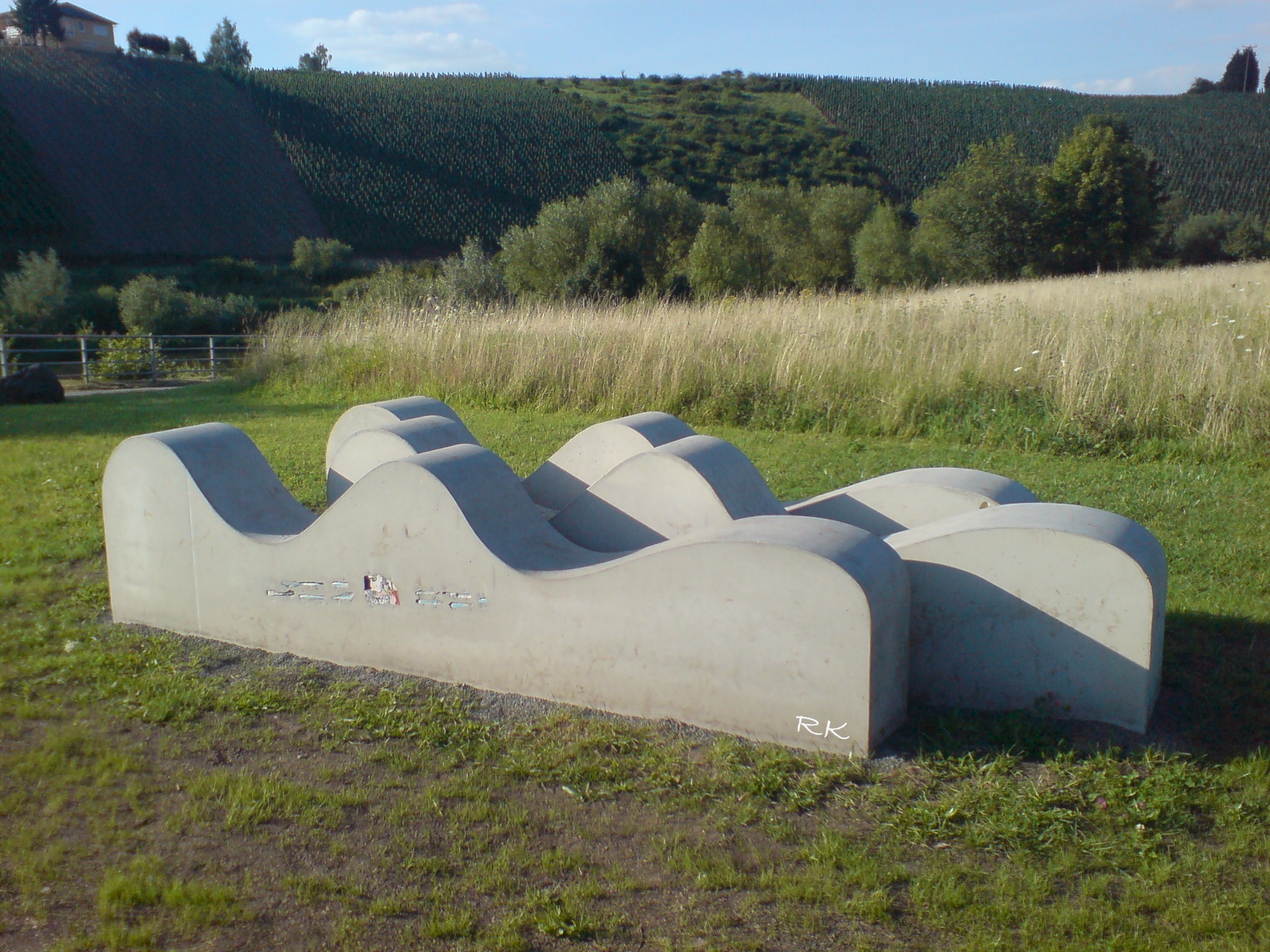
Skulptur „Welle“
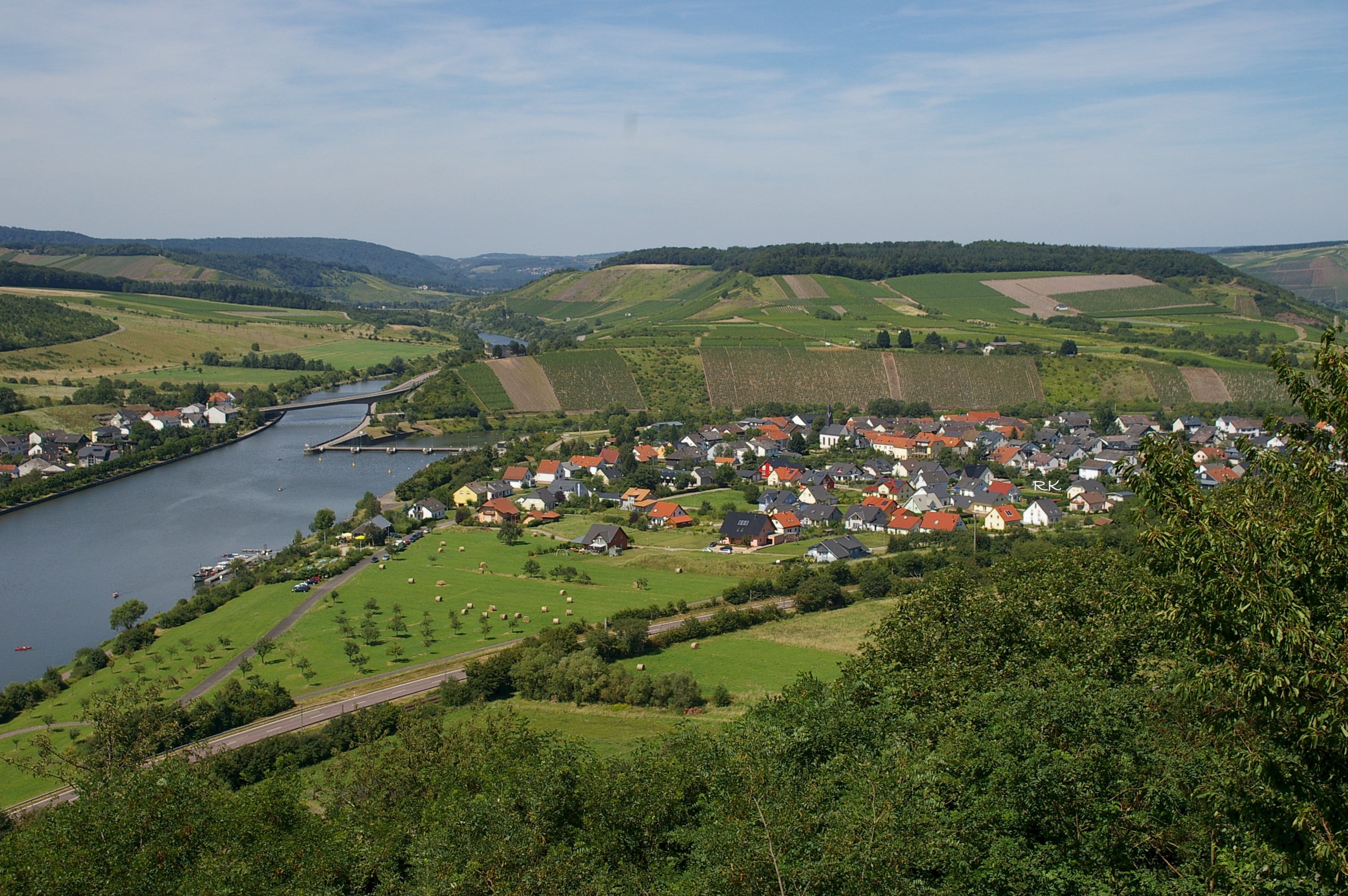
Ortslage Schoden, Blick vom Bismarckturm
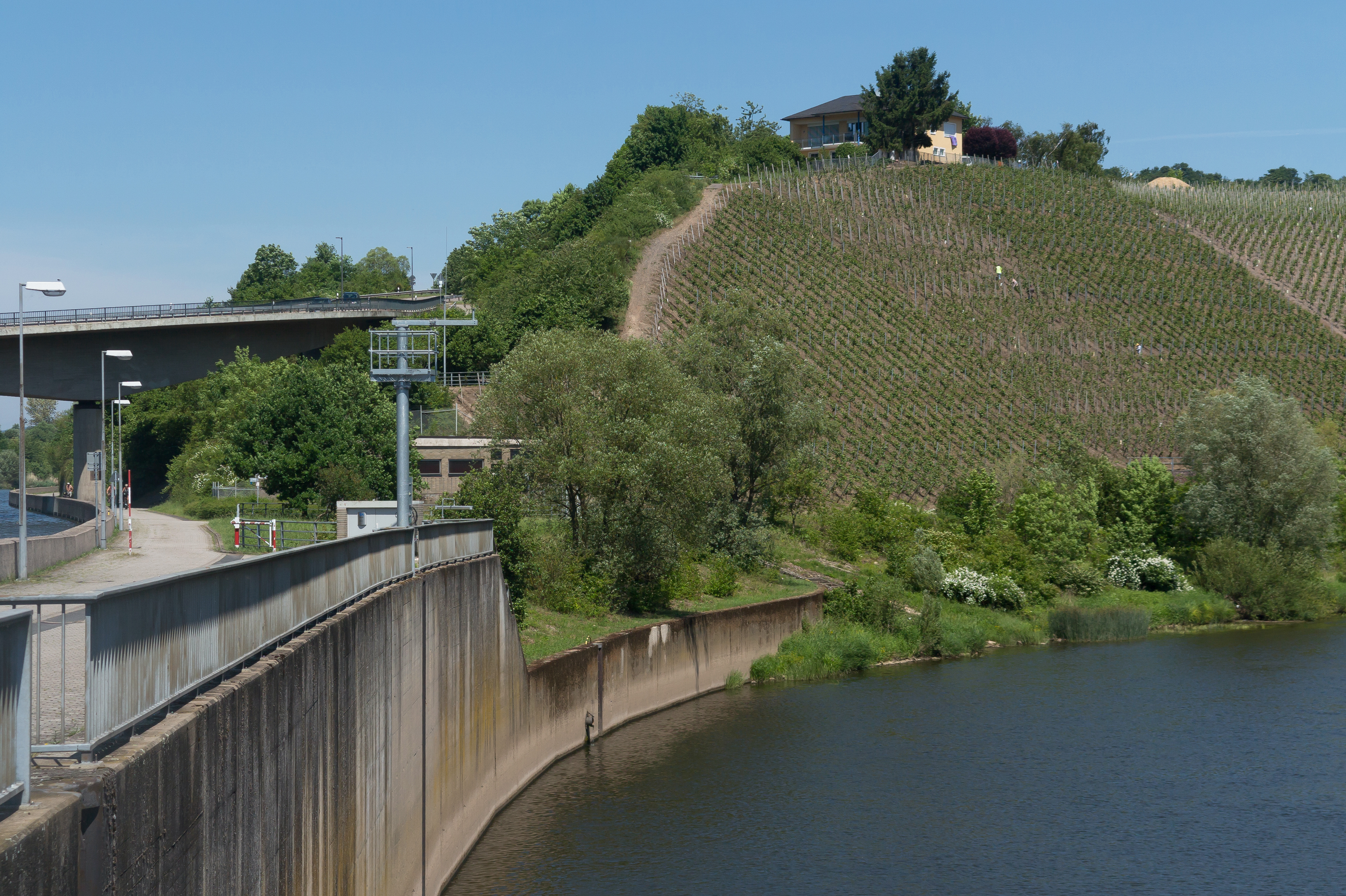
Weinbau am Stauwehr